# 东山 (绍兴市)
东山，位于中国浙江绍兴上虞上浦镇境内，曹娥江中游东岸，上虞城区以南20公里。
东山因地处会稽东部而得名，东晋时名士谢安长期隐居于此，直到晋穆帝升平四年（360年），方才出山任桓温帐下司马。此后，谢安在建康执政后，于市郊东土山营造别墅，因思念会稽东山，亦名之东山。